# Brokobling
Brokobling er betegnelsen for elektriske kredsløb, der typisk bruges til afbalancering og støjdæmpning, f.eks. i:
1. Diodebrokobling (Graetz-kobling)
2. Modstandsbrokobling (Wheatstone-bro)
3. Forstærkerbrokobling

| Elektronik | Spire Denne artikel om elektronik er en spire som bør udbygges. Du er velkommen til at hjælpe Wikipedia ved at udvide den. |